# Янг Таг
Дже́ффери Лама́р Уи́льямс (англ. Jeffery Lamar Williams; род. 16 августа 1991, Атланта, Джорджия, США), более известный под псевдонимом Young Thug (с англ. — «Юный бандит»; Янг Таг), — американский рэпер, певец и автор песен. Известный своим эксцентричным стилем вокала и отношением к моде, первое внимание к себе он привлёк совместными работами с такими рэперами, как Рич Хоуми Куан, Бердмен и Гуччи Мейн. В самом начале Янг Таг выпустил серию инди-микстейпов, первый из которых — I Came from Nothing 2011 года. В 2013-м он заключил контракт с 1017 Records Гуччи Мейна и выпустил свой дебютный микстейп на лейбле, получивший название 1017 Thug и положительные отзывы критиков.
Широкое признание к Янг Тагу пришло в 2014 году, когда он выпустил первые сольные синглы «Stoner» и «Danny Glover», а также поучаствовал в нескольких синглах других артистов, среди которых «About the Money» Ти-Ая, «Hookah» Тайги и «Lifestyle» Rich Gang. В том году он также подписался на 300 Entertainment Лиора Коэна и принял участие в записи микстейпа Rich Gang: Tha Tour Pt. 1. В 2015 году рэпер выпустил множество релизов, включая Barter 6 и два микстейпа из серии Slime Season. В 2016-м Янг Таг оборотов не сбавил и выпустил такие коммерческие микстейпы, как I’m Up, Slime Season 3 и Jeffery. В 2018 году он выпустил сборник Slime Language — совместно с артистами своего лейбла YSL Records.
Дополнительную волну популярности Янг Тагу принёс его гостевой куплет в песне «Havana» поп-певицы Камилы Кабельо — большом хите 2017 года, который в январе 2018-го занял первое место в чарте Billboard Hot 100 и стал первым синглом рэпера, достигшим этой позиции. На 61-й церемонии «Грэмми» Уильямс получил премию за лучшую песню года за вклад в написание песни «This Is America» — вместе с Дональдом Гловером и Людвигом Йоранссоном. В мае 2019 года рэпер выпустил сингл «The London» (при участии Джея Коула и Трэвиса Скотта). Он стал второй по величине песней Янг Тага в качестве главного артиста в чарте Hot 100, дебютировав на 12-м месте. Песня вошла на его дебютный альбом So Much Fun, вышедший позднее в этом же году. В этот альбом также вошла и первая по величине на момент марта 2020 года песня Янг Тага «Hot», записанная совместно с Gunna и достигшая 11-го места (подкреплённая ремиксом с Трэвисом Скоттом).
15 октября 2021 года Янг Таг выпустил второй студийный альбом Punk. 23 июня 2023 года вышла пластинка Business Is Business.

## Биография

### Ранние годы
Джеффери Ламар Уильямс родился 16 августа 1991 года в Атланте, штат Джорджия, и стал десятым из одиннадцати детей у своих родителей. Родом из Силван-Хилс — нейборхуда в 3-й зоне Атланты, он рос в проджектах в Джонсборо-Саут. Другие рэперы, среди которых Вака Флока Флейм, Ту Чейнз, Лудакрис и друг детства Уильямса Пиви Лонгуэй, который жил от него всего через четыре двери, также являются выходцами данного района.
Как рассказывал интервьюерам сам Янг Таг, в шестом классе его исключили из школы за то, что он сломал учителю руку. Ему пришлось провести четыре года в тюрьме для несовершеннолетних.

### 2010—2013: Начало карьеры и контракт на запись
Музыкальную карьеру Янг Таг начал в 2010 году, дебютировав в качестве приглашённого артиста в песне рэпера Труройала «She Can Go». После выпуска первых трёх микстейпов из серии I Came from Nothing (в переводе с англ. — «Я был никем») в период с 2011 по 2012 годы Янг Таг привлёк внимание другого атлантского рэпера Гуччи Мейна, который решил подписать Янг Тага на свой лейбл 1017 Brick Squad Records, импринт Asylum / Atlantic, в 2013 году. Впоследствии Таг выпустил свой первый проект на лейбле — и свой четвёртый по счёту микстейп — 1017 Thug. Музыкальные критики запись встретили позитивными отзывами, отметив её оригинальный стиль. 1017 Thug включили в ряд списков с итогами 2013 года, таких как Pitchfork’s Albums of the Year: Honorable Mention (с англ. — «Альбомы года по версии Pitchfork: Достойны упоминания») и Complex’s The 50 Best Albums of 2013 (с англ. — «50 лучших альбомов 2013-го по версии Complex»). Fact назвал 1017 Thug лучшим микстейпом 2013 года, Rolling Stone поместил его на пятое место среди 10 лучших микстейпов 2013-го по их версии (англ. 10 Best Mixtapes of 2013), а The Guardian разместил его среди 5 лучших микстейпов 2013 года (англ. The Five Best Mixtapes of 2013).
Песня «Picacho» была отмечена одним из самых выдающихся треков с микстейпа; и хоть она не была выпущена в качестве сингла, песню включили в ряд списков с итогами 2013 года, таких как Rolling Stone’s 100 Best Songs of 2013 (с англ. — «100 лучших песен 2013-го по версии Rolling Stone»), Pitchfork’s The Top 100 Tracks of 2013 (с англ. — «Топ-100 треков 2013-го по версии Pitchfork»), а также Spin’s 50 Best Songs of 2013 (с англ. — «50 лучших песен 2013-го по версии Spin»).
В июле 2013 года Complex включил Янг Тага в список 25 новых рэперов, к которым стоит присмотреться (англ. 25 New Rappers to Watch Out For). В октябре 2013 года он выпустил свой коммерческий дебютный сингл «Stoner». Песня положила начало ряду неофициальных ремиксов от нескольких рэперов, включающих Уалея, Джима Джонса, Джейдакисса, Iamsu! и Трик-Трика, помимо прочих. Волна ремиксов вызвала недовольство Тага, и он дал следующий комментарий: «Если вы считаете, что моя песня не достаточно сильная, что вам нужно на неё залететь… Не думайте, что я обрадуюсь этому лишь из-за веса ваших имён. Я готов к войне». Его песня «Danny Glover» также получила ряд ремиксов; среди прочих, свои версии представили Вака Флока Флейм и Ники Минаж. В октябре 2013 года Янг Таг появился в нескольких треках с микстейпа 19 & Boomin Метро Бумина, включая «Some More» — это первая песня, сделанная Тагом вместе с Алексом Тумеем, который затем стал звукоинженером рэпера. В декабре 2013 года Таг выступил на шоу Fool’s Gold Day Off в Майами — наряду с Дэнни Брауном, Триком Дэдди и Трэвисом Скоттом.
Pitchfork отметил 1017 Thug как один из лучших альбомов первой половины 2010-х, поместив его на 96-ю позицию своего списка.

### 2014: Рост популярности и вопросы по лейблам
18 января 2014 года Янг Таг раскрыл, что за подписание на рекорд-лейбл Фьючера Freebandz ему было предложена сумма в несколько миллионов долларов. В марте 2014 года связь Янг Тага с Cash Money Records и гендиректором лейбла Бердменом привела к новой волне слухов в СМИ о том, что рэпер подписался на Cash Money. Позднее представитель лейбла заявил, что это неправда. 28 марта 2014 года Роналд «Кейвмен» Розарио (англ. Ronald "Caveman" Rosario), ответственный в 101 Distribution за урбан-музыку, разъяснил ситуацию, заявив, что Янг Таг заключил с Rich Gang Бердмена договор менеджмента, а не контракт на запись, и что он до сих пор подписан на 1017 Brick Squad.
В 2014 году Таг также записал несколько коллабораций с Канье Уэстом, который похвалил его за продуктивность в сочинении песен. Также Таг объявил, что планирует записать совместные микстейпы с Рич Хоуми Куаном, Чифом Кифом и Блади Джеем. Янг Таг появился на обложке The Fader от марта 2014-го. 11 марта 2014 года Asylum и Atlantic Records отправили его дебютный сингл «Stoner» на американские радиостанции с современной ритмичной музыкой. 24 марта 2014 года Таг заявил, что его дебютный альбом будет называться Carter 6, отсылая к высоко оценённой серии альбомов Tha Carter от американской хип-хоп-звезды Лил Уэйна, который оказал наибольшее влияние на музыкальную карьеру Янг Тага.
Двумя днями позднее раскрылось, что Янг Таг работает над совместным альбомом с американским продюсером Метро Бумином: проект был обозначен как Metro Thuggin и имел в качестве даты выхода весну 2014 года. В этот же день была выпущена и первая песня творческого тандема под названием «The Blanguage» (букв. с англ. — «Бъязык»), задействующая элементы песни «The Language» канадского рэпера Дрейка. В апреле 2014 года Янг Таг выпустил новую песню «Eww», которая была спродюсирована 808 Mafia и названа одной из пяти лучших песен той недели по версии журнала XXL. Было объявлено, что ремикс песни с гостевым куплетом от Дрейка войдёт на дебютный альбом Тага, но этого так и не произошло.
17 июня 2014 года Кевин Лайлс подтвердил, что рэпер официально подписан на его с Лиором Коэном лейбл 300. 1 июля 2014 года Asylum и Atlantic Records официально издали любимую фанатами песню Янг Тага 2013 года «Danny Glover» (с англ. — «Дэнни Гловер»), переименовав её в «2 Bitches» (с англ. — «2 сучки»). Также 1 июля Mass Appeal Records выпустил первый сингл со сборника Mass Appeal Vol. 1 — песню «Old English», которую Янг Таг записал вместе с Эйсап Фергом и Фредди Гиббсом. 16 октября 2014 года был выпущен первый сингл с компиляции Cash Money Records Rich Gang 2 под названием «Take Kare» — это первая песня, в которой можно одновременно услышать Янг Тага и Лил Уэйна. В выпуске Rolling Stone от 4 декабря 2014 года Янг Таг был назван «самым поразительным новым голосом хип-хопа» и «новым кронпринцем хип-хопа». В конце года музыкальный критик Роберт Кристгау поставил совместный микстейп Янг Тага и Блади Джея Black Portland на четвёртое место среди лучших альбомов 2014 года.

### 2015—2016:Barter 6и серияSlime Season

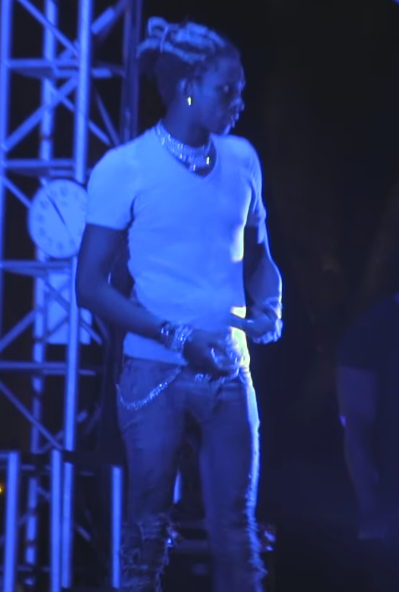
Выступление Янг Тага в 2016-м

В 2015 году в результате серии утечек данных в интернете оказались сотни неизданных треков из архивов Янг Тага. Выход дебютного альбома рэпера был запланирован на 2015 год, и, как отмечалось ранее, называться он должен был Carter 6 — в честь грядущего альбома Лил Уэйна Tha Carter V. Однако сам Картер жеста не оценил и на своём выступлении в апреле 2015 года посоветовал аудитории «прекратить слушать» Янг Тага. Заявив о поступающих к нему угрозах судебными исками, Уильямс меняет название проекта на Barter 6; теперь это не дебютный альбом, а очередной микстейп.
18 апреля 2015 года Янг Таг объявил, что его официальный дебютный альбом будет носить название Hy!£UN35 (стилизованное «HiTunes»). В мае 2015 года, после длительной неопределённости относительно того, куда конкретно Янг Таг подписан и кто занимается его менеджментом, он, увязанный с 1017 Records Гуччи Мейна, Freebandz Фьючера, 300 Entertainment Лиора Коэна и Rich Gang Бердмена, сообщил следующее: «Я сам себе менеджер. Подписан на Atlantic. Особое соглашение у меня с Atlantic — и только с Atlantic. Бердмен — мой хоуми». Также рэпер сообщил, что до своего альбома он выпустит ещё один микстейп и назовёт его Carter V.
Чтобы обратить всё продолжающееся распространение слитых треков в свою пользу, Таг выпустил тепло принятые микстейпы-компиляции Slime Season и Slime Season 2. В конце июня 2015 года Янг Таг рассказал, что весной при личной встрече с Канье Уэстом он обсуждал возможность записать с ним совместный альбом, и оба согласились. Деталей всё ещё немного, но Таг промолвился, что Канье был под впечатлением после предварительного прослушивания его неизданного материала. «Я ему дал послушать всю свою музыку. После он отметил, что я похож на Боба Марли, и заявил о желании сделать со мной альбом. Я ответил: „А давай!“», — поведал рэпер. Янг Таг появился на альбома Уэста The Life of Pablo, вышедшем в 2016 году. Мистер Уэст твитнул, что дальнейшие коллаборации с Тагом он будет выпускать в сервисе Tidal.
В июле 2015 года 300 Entertainment выпустил промосингл «Pacifier» — в поддержку дебютного альбома Янг Тага Hy!£UN35. Песню спродюсировал Майк Уилл Мейд-Ит; критики отметили эксперименты рэпера с более экстремальным скэтингом.
4 февраля Янг Таг выпустил микстейп под названием I’m Up. 26 марта 2016 года Таг выпустил третий микстейп из серии Slime Season — Slime Season 3, отметив, что он является заключительным в линейке релизов, спровоцированных утечкой материала. В мае 2016 года Янг Таг отправился в тур по США под названием Hi-Tunes tour; сцену с ним делили такие артисты, как Дей-Дей, TM88 и Рич де Кид.

### 2016 — настоящее время:Jeffery,коллаборации,So Much Fun
Янг Таг вместе с Фрэнком Оушеном, помимо прочих, поучаствовал в фэшен-кампании бренда «Кельвин Кляйн» в поддержку их осенней коллекции 2016 года. 9 июля 2016 года он анонсировал названный в честь самого себя микстейп Jeffery. 17 августа Таг объявил, что ровно на одну неделю, которая придётся на выход этого микстейпа, он сменит своё сценическое имя на Jeffery (с англ. — «Джеффери»). Обложка альбома демонстрирует Янг Тага, одетого в андрогинное платье, разработанное итальянским дизайнером Алессандро Тринконе; фотографировал артиста Гарфилд Ламонд. Иллюстрация стала вирусной и вызвала широкое обсуждение в социальных медиа.
В ноябре 2016 года он объявил, что запускает свой собственный импринт-лейбл, который было решено назвать YSL Records. Для песен «Sacrifices» и «Ice Melts» с микстейпа More Life Дрейка Таг предоставил свой вокал. Вместе с Арианой Гранде и Фарреллом Уильямсом принял участие в записи песни «Heatstroke» Кельвина Харриса, выпущенной в марте 2017 года. В мае 2017 года вышла песня Дипло «Bankroll», гостевое участие в которой приняли Янг Таг, Джастин Бибер и Рич де Кид.
В апреле 2017 года Таг анонсировал коммерческий микстейп Beautiful Thugger Girls, изначально озаглавленный E.B.B.T.G. Исполнительным продюсером проекта был назначен Дрейк, его релиз состоялся 16 июня 2017 года. В августе рэпер спел гостевой куплет в сингле Камилы Кабельо «Havana», который взобрался на первое место чарта Billboard Hot 100, став первым хитом Янг Тага, достигшим столь высокой позиции.
В сентябре 2017 года Таг выпустил совместный мини-альбом с диджеем Карниджем под названием Young Martha. В октябре этого же года рэпер выпустил совместный микстейп с Фьючером, который получил название Super Slimey. В него вошли как сольные треки каждого из артистов, так и их коллаборации, а в списке гостей можно обнаружить Оффсета.
В 2018 году лейблом Fool’s Gold был выпущен сингл «Ride for Me» — плод совместной работы между продюсерами Эй-Траком и Фэлконсом с рэперами Янг Тагом и 24hrs. В апреле 2018-го Таггер выпустил мини-альбом Hear No Evil. Рэпер выступил соавтором текста и предоставил свой бэк-вокал для песни «This Is America» Чайлдиш Гамбино, 19 мая 2018 года дебютировавшей на первом месте чарта Billboard Hot 100. В августе 2018 года Уильямс выпустил сборник Slime Language.
В мае 2019 Янг Таг выпустил песню «The London», коллаборацию с Джеем Коулом и Трэвисом Скоттом, а также анонсировал свой предстоящий дебютный альбом, Gold Mouf Dog. 19 июля 2019 года Таг сообщил, что альбом был переименован в So Much Fun. 10 августа 2019 года артист огласил дату выхода и показал обложку альбома. So Much Fun был выпущен 16 августа 2019 года, в день рождения рэпера.
Второй студийный альбом Punk был выпущен 15 октября 2021 года.
23 июня 2023 года, находясь под стражей, Джеффери выпускает свой третий студийный альбом Business Is Business.

## Артистизм

### Музыкальный стиль
Янг Тага как хвалили, так и критиковали за его эксцентричный и уникальный вокальный стиль, в котором, по описаниям, не наблюдается какой-либо приверженности канонам смыслового наполнения рэп-текстов, а иногда и вовсе — доступности для понимания. Джефф Уайсс из «Би-би-си» назвал его «влиятельнейшим рэпером 21-го века». Согласно The Fader, «в типичном куплете Янг Тага он нечленораздельно бормочет, гаркает, скулит и поёт, лихорадочно искажая свой голос в последовательность странных тембров, словно сломанный духовой инструмент, на котором превосходно играют». Pitchfork назвал его стиль «исключительно самобытным» и «странным, экспериментальным подходом исполнять рэп», положительно отмечая его «присутствие, личность, таинственность и, возможно, звёздную мощь». Billboard написал, что «Таг пользуется этой мультипликативной вокальной подачей себе на пользу: там, где другой рэпер потеряется в повторениях, он найдёт новый способ расстроить и искривить свой тон, находчиво копошась в ритмичных трещинах и полостях». Complex отметил лёгкость, с которой рэпер создаёт запоминающиеся мелодические хуки. XXL назвал его «рэп-чудаком», отметив, что «таговская харизма, неуравновешенный флоу и хуки делают его музыку увлекательной». Критик Шелдон Пирс писал, что «Таг понимает конструкцию современной поп-песни лучше, чем кто-либо ещё: всё и вся может быть хуком».
Янг Таг известен свои быстрым методом работы: несколько коллабораторов рэпера наблюдали, как он фристайлил треки прямо в студии или же стремительно набрасывал тексты на месте. Известно, что он не пишет тексты на бумаге, но накидывает их план, рисуя формы и знаки. Сайт Consequence of Sound отмечал, что «его работа постоянно завязана на импровизации — по своей природе волнительной концепции, встроенной в саму чёрную музыку». Обсуждая свою работу, Уильямс заявил, что для написания хитовой песни ему хватит и 10 минут, и сказал: «Я столько времени провожу в студии, просто пробуя что-либо. Я просто думаю и пробую, думаю и пробую. Я даже не знаю, как правильно петь, но пробую вот уже столько лет». В качестве своего самого большого кумира и вдохновителя Янг Таг приводит американского рэпера Лил Уэйна. В интервью журналу Complex он сказал следующее: «Я хочу засесть в студии с Уэйном больше, чем с кем-либо ещё в этом мире». Также в качестве вдохновляющих его лиц он выделяет своего ментора Гуччи Мейна и Канье Уэста.

### Имидж и фэшен
Журнал Vibe назвал Янг Тага «одной из самых непредсказуемых, харизматичных и диковинных личностей в хип-хопе на сегодняшний день». В Rovi его назвали «фэшен-иконой». Его гардероб описывался эксцентричным и состоящим преимущественно из женской одежды, которую Таг с 12 лет и предпочитает носить. В газете The Seattle Times написали, что «с таким неординарным, как и его рэп, чувством моды Янг Тага в его Instagram-аккаунте постоянно можно наблюдать с крашеными ногтями, в облегающих джинсах или детском платье в качестве рубашки, и это, наряду с его привычкой обращаться к близким друзьям мужского пола „hubbie“ или „lover“, привело к слухам о его сексуальной ориентации».
В рекламе для Calvin Klein Таг произнёс следующее: «В моём мире вы можете быть как гэнгстой в платье, так и гэнгстой в широких штанах». Fusion охарактеризовал его «тем, кто через своё эксцентричное чувство стиля бросает вызов гендерным стереотипам и ворошит устои того, как хип-хоп определяет чёрную маскулинность». Его сравнивали с Дэвидом Боуи, Принсом и Литл Ричардом. В СМИ его называли гендерфлюидом и андрогином. Журнал GQ назвал его «героем, аутсайдером и лидером психоделического фэшен-движения рэп-хиппи».
В феврале 2018 года Янг Таг заявил о переименовании себя в «SEX».

## Личная жизнь
У Янг Тага шесть детей от четырёх женщин: три сына и три дочери. Первенец родился, когда Тагу было 17 или 14 лет. В апреле 2015 года он обручился с Джеррикой Карлей, которая владеет линейкой купальников и у которой мать заведует делами рэпера Young Dolph. Свой первый дом Таг купил в сентябре 2016 года после выпуска микстейпа Jeffery. Этот дом расположен в атлантском районе Бакхед, его метраж составляет более 11 000 квадратных футов, в нём шесть спален, одиннадцать ванных, полноценный бар, кинотеатр и гараж на четыре автомобиля.

### Филантропия
В декабре 2016 года Таг присоединился к кампании #fightpovertyagain. 29 июня 2017 года Таг пожертвовал все доходы от своего аншлагового концерта организации Planned Parenthood, прокомментировав это твитом: «Я стал родителем ещё подростком. Планируемое + незапланированное родительство — это прекрасно».

### The Tonight Show Starring Jimmy Fallon
20 октября 2019 года Таг вместе с Gunna пришёл на вечернее шоу The Tonight Show Starring Jimmy Fallon.

## Проблемы с законом
С начала своей карьеры Янг Таг неоднократно сталкивался с законом. В апреле 2015 года, после того, как туровой автобус Лил Уэйна обстреляли члены уличной банды «Бладс», его водитель решил подать в суд на Cash Money Records, Young Money Records, Бердмена и Янг Тага, вовлекая рэпера в судебный процесс. В январе 2017 года в отношении Тага был подан судебный иск за то, что он не явился на своё выступление в «Саленс-стэдиуме», за которое ему заплатили 55 000 долларов. Это не первый случай, когда против Тага подавался иск за непоявление на концерте: аналогичный иск техасская продюсерская компания подавала ещё в апреле 2016 года, когда рэпер не смог добраться до концертной площадки из-за нелётной погоды. В апреле 2017 года с Янг Тага были сняты обвинения в избиении; до этого сообщалось, что месяцем ранее рядом с ночным клубом он поднял руку на женщину. По сообщениям, женщина спорила с невестой Тага Джеррикой Карлей. Рэпер, предположительно, вмешался и напал на обидчицу. Обвинения были сняты ввиду отсутствия доказательств. В апреле 2017 года с Янг Тага были сняты и обвинения в незаконном хранении оружия и наркотиков; ранее в ходе обыска его тогдашнего дома в Санди-Спрингс, штат Джорджия, было выявлено, что там хранится кокаин, марихуана и оружие. Адвокаты Тага настояли, что полиция нагрянула без надлежащего ордера на обыск, вынудив прокурора снять с рэпера все обвинения. Также в апреле 2017 года сообщалось об иске, который на Тага подала компания Heritage Select Homes за то, что рэпер задолжал выплат за дом на сумму почти 2,2 миллионов долларов.
24 сентября 2017 года Таг был арестован в Брукхейвене, штат Джорджия, по нескольким обвинениям в хранении наркотиков и владении огнестрельным оружием. 27 сентября 2017 года рэпер был выпущен под залог. 7 сентября 2018 года Тага обвинили во владении и намерении распространять мет, гидрокодон и марихуану. Также ему были предъявлены обвинения во владении амфетамином, алпразоламом, кодеином (по двум пунктам) и огнестрельным оружием.
9 мая 2022 года Таггер был арестован в Атланте по обвинению в создании организованного преступного сообщества. Таг и Gunna были среди 28 человек, связанных с организованной преступной группировкой YSL (Young Stoner Life), которым были предъявлены обвинения по 56 пунктам Закона о влиянии рэкетиров и коррумпированных организациях (RICO). После обыска в доме рэпера ему были предъявлены обвинения в семи дополнительных уголовных преступлениях, связанных с хранением запрещенных веществ и незаконного огнестрельного оружия. Был взят под стражу в Верховном суде округа Фултон. В августе стало известно, что Джеффри в третий раз было отказано в выходе под залог из Фултонской окружной тюрьмы, в которой он дожидался суда, запланированного на 2023 год.
31 октября 2024 года Уильямс был освобождён из тюрьмы после того, как принял сделку о признании вины, и был приговорён к 15 годам условного срока. В случае нарушения условии условного срока, ему может грозить до 23 лет тюрьмы.

## Дискография

### Студийные альбомы
- 2019 — So Much Fun
- 2021 — Punk
- 2023 — Business Is Business

### Совместные микстейпы
- 2017 — Super Slimey[англ.] (совместно с Фьючером)
- 2020 — Slime & B (совместно с Крисом Брауном)[140]

### Сборники
- 2018 — Slime Language[англ.] (с YSL Records)
- 2021 — Slime Language 2 (с YSL Records)

### Совместные мини-альбомы
- 2017 — Young Martha[англ.] (с Carnage)

### Мини-альбомы
- 2018 — Hear No Evil[англ.]
- 2018 — On the Rvn[англ.]

### Микстейпы
- 2011 — I Came from Nothing
- 2011 — I Came from Nothing 2
- 2012 — I Came from Nothing 3
- 2013 — 1017 Thug
- 2014 — Black Portland (с Bloody Jay)
- 2014 — Young Thugga Mane La Flare (с Gucci Mane)
- 2014 — World War 3D: The Purple Album (Gucci Mane при участии Young Thug)
- 2014 — 1017 Thug 2
- 2014 — 1017 Thug 3: The Finale
- 2014 — Rich Gang: Tha Tour Pt. 1[англ.] (с Birdman и Rich Homie Quan как Rich Gang)
- 2015 — Barter 6
- 2015 — Slime Season[англ.]
- 2015 — Slime Season 2[англ.]
- 2016 — I’m Up[англ.]
- 2016 — Slime Season 3[англ.]
- 2016 — Jeffery
- 2017 — Beautiful Thugger Girls[англ.]

## Награды и номинации
| Год  | Награда                | Категория                                    | Номинированная работа                         | Итог      |
| ---- | ---------------------- | -------------------------------------------- | --------------------------------------------- | --------- |
| 2014 | BET Hip Hop Awards     | Who Blew Up                                  | Young Thug                                    | Номинация |
| 2014 | BET Hip Hop Awards     | Made-You-Look Award (Best Hip-Hop Style)     | Young Thug                                    | Номинация |
| 2014 | BET Hip Hop Awards     | Best Club Banger                             | «Stoner»                                      | Номинация |
| 2015 | BET Awards             | Coca-Cola Viewers’ Choice Award              | «Throw Sum Mo» (с Rae Sremmurd и Nicki Minaj) | Номинация |
| 2017 | MTV Video Music Award  | Best Editing                                 | «Wyclef Jean»                                 | Победа    |
| 2017 | UK Music Video Awards  | Video of the Year                            | «Wyclef Jean»                                 | Победа    |
| 2017 | UK Music Video Awards  | Best Urban Video                             | «Wyclef Jean»                                 | Победа    |
| 2017 | UK Music Video Awards  | Best Editing in a Video                      | «Wyclef Jean»                                 | Победа    |
| 2017 | UK Music Video Awards  | Vevo Must See Award                          | «Wyclef Jean»                                 | Номинация |
| 2017 | UK Music Video Awards  | Best Production Design in a Video            | «Homie»                                       | Номинация |
| 2018 | MTV Video Music Award  | Video of the Year                            | «Havana» (с Camila Cabello)                   | Победа    |
| 2018 | MTV Video Music Award  | Song of the Year                             | «Havana» (с Camila Cabello)                   | Номинация |
| 2018 | MTV Video Music Award  | Best Pop Video                               | «Havana» (с Camila Cabello)                   | Номинация |
| 2018 | MTV Video Music Award  | Best Choreography                            | «Havana» (с Camila Cabello)                   | Номинация |
| 2018 | American Music Awards  | Collaboration of the Year                    | «Havana» (с Camila Cabello)                   | Победа    |
| 2018 | American Music Awards  | Video of the Year                            | «Havana» (с Camila Cabello)                   | Победа    |
| 2018 | American Music Awards  | Favorite Pop/Rock Song                       | «Havana» (с Camila Cabello)                   | Победа    |
| 2019 | «Грэмми»               | «Песня года»                                 | «This Is America»                             | Победа    |
| 2019 | MTV Video Music Awards | «Песня лета»                                 | «Goodbyes» (с Post Malone)                    | Номинация |
| 2019 | MTV Video Music Awards | «Песня лета»                                 | «The London» (с J. Cole и Travis Scott)       | Номинация |
| 2020 | «Грэмми»               | «Лучшее рэп-/песенное совместное исполнение» | «The London» (с J. Cole и Travis Scott)       | Номинация |